# デイヴィッド・カーネギー (第4代準男爵)
第4代準男爵サー・デイヴィッド・カーネギー（英語: Sir David Carnegie, 4th Baronet FRS FRSE、1753年11月22日 – 1805年5月25日）は、イギリスの政治家。1784年から1790年までと1796年から1805年まで庶民院議員を務めた。サウセスク伯爵家の旧領を買い戻した後、1782年に伯爵位の継承を主張したが、失敗に終わっている。

## 生涯

### サウセスク伯爵位に向けた努力
第3代準男爵サー・ジェームズ・カーネギーと妻クリスチャン（Christian、旧姓ドイグ（Doig）、1820年11月4日没、デイヴィッド・ドイグの長女）の長男として、1753年11月22日に生まれた。1765年4月30日に父が死去すると、準男爵位を継承した。この時点で11歳だったため、母や第6代準男爵サー・アレクサンダー・ラムゼイ＝アーヴィンが保護者を務めた。1765年から1769年までイートン・カレッジで教育を受けた後、セント・アンドルーズ大学に進学した。1771年12月28日にオックスフォード大学クライスト・チャーチに入学、1774年11月25日にM.A.の学位を修得した。その後、グランドツアーに出た。
父はサウセスク伯爵家旧領の買い戻しを進めていたが、志半ばで死去した。その後、カーネギーの保護者たちはカーネギーの父の領地にかかった債務をピッタロー（Pittarrow）の売却（1767年1月、買い手は叔父ジョージ）で完済した。カーネギーは伯爵家旧領の買い戻しを完了させると、1782年にサウセスク伯爵位の継承を主張して裁判を起こしたが、自身の雇った弁護士からの伯爵位への権利がないとのアドバイスを受けて主張を取り下げた。1791年から1792年にかけて自領のキナードを再建した。
1784年1月26日にエディンバラ王立協会フェローに選出された。1797年、アンガス（フォーファーシャー）のヨーマンリー連隊の大尉に任命された。1799年11月21日、王立協会フェローに選出された。

### 1度目の議員期（1784年 – 1790年）
1780年イギリス総選挙では初代パンミュア伯爵ウィリアム・モールの支持を受けて、アバディーン・バラ選挙区で現職議員アダム・ドラモンドとの選挙戦に挑もうとしたが、失敗に終わった。1782年2月にフォーファーシャー選挙区の補欠選挙に出馬してアーチボルド・ダグラスに敗れた後、選挙申し立てでダグラスがアンガス伯爵位の推定相続人で庶民院議員への被選挙権がないと主張したが、これも失敗に終わっている。一方、アバディーン・バラ選挙区での努力も続け、1783年までにブレッキン、モントローズ、アーブロースといったバラへの支配を固めたため、ドラモンドはイングランドの選挙区での当選を模索し、アバディーン・バラ選挙区を諦めた。カーネギーは1784年イギリス総選挙で野党候補としてアバディーン・バラ選挙区とフォーファーシャー選挙区から出馬した。フォーファーシャーでは第8代ダルハウジー伯爵ジョージ・ラムゼイがダグラスを支持したためカーネギーが撤退したが、アバディーンではハーキュリーズ・ロスの挑戦を退けて当選した。
議会ではアイルランド貿易問題（1785年5月）と摂政法危機（Regency Crisis、1788年 – 1789年）で野党に同調して投票した。1784年から1790年まで議会で演説した記録はなかったが、ジョージ・デンプスターによると、カーネギーは議会で演説しようとしたが、「議長殿、私は思う、私は思う、私は思う」（Mr. Speaker, I conceive, I conceive, I conceive）と言ったきり、言葉がでなくなった。これに対し、デンプスターは横やりを入れ、「この栄誉あるジェントルマンは3回も考えたが、何も出さなかった。したがって、私たちはこれ以上彼の不成功の思考に煩わされるべきではないと私は思う。」（The honourable gentleman has conceived three times and has brought forth nothing. I therefore conceive we ought to be troubled no more with his abortive conceptions.）とカーネギーの「私は思う」への皮肉を返した。
1790年イギリス総選挙ではアバディーン・バラ選挙区を離れると、二度と同選挙区で当選できなくなると考えてフォーファーシャーにおける不出馬を決めた。アバディーン・バラ選挙区ではウィリアム・モール閣下（後の初代パンミュア男爵）の支持を受けたが、政敵であるデイヴィッド・スコットとヘンリー・ダンダスの介入により、先の選挙で得た3票（ブレッキン、モントローズ、アーブロース）のうちモントローズの1票を対立候補アレクサンダー・カレンダー（Alexander Callander）に奪われたため、落選して議席を失った。

### 2度目の議員期（1796年 – 1805年）
議席を失ったカーネギーは復讐を決め、1795年夏にフォーファーシャー選挙区での出馬を表明した。カーネギーは地主ジェントリ層から支持を受け、スコットはジェントリからの質疑に反論したが、最終的には政府が選挙戦に挑む価値がないと判断し、スコットを選挙戦から撤退させた。スコットはなおも補欠選挙で一度カーネギーを勝たせば総選挙で盛り返せるとの希望にかけたが、スコットの辞任後に行われた補欠選挙（1796年4月）ではカーネギーを支持したウィリアム・モール閣下が当選、同年6月の総選挙でカーネギーが議席を引き継いだ。
2度目の議員期では1度目と違い、無所属の立場を貫こうとしたが、『英国議会史』によれば、実際にはサウセスク伯爵位の回復を目指すために少なくとも1804年まで与党を支持したという。1801年に第1次小ピット内閣が崩壊してアディントン内閣が成立すると、アディントン内閣が講和を成立させなければ延命の可能性がない（no chance）と述べた。ただし、以降も1804年に概ねアディントン内閣が崩壊するまでを支持した。2度目の議員期でも議会で演説した記録はなかった。
1805年5月25日にメリルボーンのグロスター・プレイス（Gloucester Place）にある自宅で急死、セント・マーティン・イン・ザ・フィールズに埋葬された。長男ジェームズが準男爵位を継承した。

## 家族
1783年4月29日にアグネス・マレー・エリオット（Agnes Murray Elliot、1764年ごろ – 1860年6月9日、アンドルー・エリオットの娘）と婚約、30日にエディンバラで正式に結婚した。2人は2男10女をもうけた。
- クリスティーナ・メアリー（1784年5月25日 – 1860年8月27日） - 生涯未婚。双子の妹エリザベスがいる[3]
- エリザベス（1784年5月25日 – 1884年7月3日） - 生涯未婚[3]
- ジェーン（1785年10月6日 キナード – 1859年4月24日） - 生涯未婚[3]
- アン（1787年1月17日 – 1879年4月22日） - 1822年4月17日、海軍軍人ロバート・ウォーコップ（英語版）（1862年6月没）と結婚、1男ウィリアム・アンドルー（1844年に生涯未婚のまま没）をもうけた[3]
- メアリー・アン（1788年5月9日 エディンバラ – 1834年10月2日） - 生涯未婚[3]
- イリナ（Eleanor、1789年6月23日 – 1855年9月27日） - 1828年6月9日にジェームズ・エヴァンス（James Evans、1855年以降没）と婚約、後に正式に結婚したが、子供をもうけなかった[3]
- アグネス（1790年9月18日 キナード – 1875年3月8日） - 生涯未婚[3]
- メアリー（1793年5月5日 キナード – 1877年11月22日） - 1829年3月6日、トマス・ヘンリー・グラハム（Thomas Henry Graham）と結婚、子供なし[3]
- エマ（1794年5月29日 キナード – 1882年9月25日） - 1820年9月6日、ジェームズ・ダグラス（James Douglas、1882年までに没）と結婚、子供あり[3]
- マデリーン（Madeline、1796年1月8日 キナード – 1858年1月21日 エディンバラ） - 1816年6月11日、第7代準男爵サー・アンドルー・アグニュー（英語版）と結婚、子供あり[3]
- ジェームズ（1799年9月28日 キナード – 1849年1月30日） - 第5代準男爵[3]
- ジョン（1802年6月19日 キナード – 1879年2月22日） - 陸軍大尉。1848年9月7日、エリザベス・スーザン・グレイ（Elizabeth Susan Grey、1878年6月15日没、ジョン・グレイ大佐の娘）と結婚、1男をもうけた[3]。1853年に初代準男爵サー・デイヴィッド・カーネギー（英語版）の娘エリザベスの子孫トマス・レニー＝ストラカン（Thomas Rennie-Strachan）から領地を継承し、「レニー＝ストラカン」を姓に加えた[3]